# Dianthus tabrisianus
Dianthus tabrisianus är en nejlikväxtart som beskrevs av Bien. och Pierre Edmond Boissier. Dianthus tabrisianus ingår i släktet nejlikor, och familjen nejlikväxter. Utöver nominatformen finns också underarten D. t. coloratus.